# Adrian Bumbescu
Adrian Bumbescu (* 23. Februar 1960 in Craiova) ist ein ehemaliger rumänischer Fußballspieler und heutiger -trainer. Der Innenverteidiger bestritt 316 Spiele in der höchsten rumänischen Fußballliga, der Divizia A, und gewann sieben Meistertitel. Der Höhepunkt seiner Karriere war der Gewinn des Europapokals der Landesmeister 1986.

## Karriere als Spieler

### Verein
Adrian Bumbescu begann bei Universitatea Craiova mit dem Fußballspielen und kam im Alter von 18 Jahren in den Kader der ersten Mannschaft. Am 24. August 1978 bestritt er dort sein erstes Spiel in der höchsten rumänischen Fußballliga, der Divizia A. In Craiova konnte Bumbescu zwar die Meisterschaft 1980 gewinnen, sich aber nicht als Stammspieler durchsetzen. Im Sommer 1980 verließ er den Verein und wechselte zum Ligakonkurrenten Dinamo Bukarest, wo er auf mehr Einsätze kam und im Jahr 1982 das Double aus Meisterschaft und Pokal gewinnen konnte. Er konnte sich aber nicht über einen längeren Zeitraum als Stammspieler behaupten.
Bumbescu verließ Dinamo nach zwei Jahren wieder und schloss sich dem FC Olt Scornicești aus der Heimatstadt des Staatspräsidenten Nicolae Ceaușescu an. Dies ermöglichte ihm zwei Jahre später den Wechsel zu Steaua Bukarest, obwohl er bereits für den Erzrivalen Dinamo gespielt hatte. Nachdem er bereits beim FC Olt Stammspieler war, konnte er sich auch bei Steaua durchsetzen. Mit dem Klub gewann er von 1985 bis 1989 fünf Mal in Folge die rumänische Meisterschaft. Der Höhepunkt seiner Karriere war aber zweifelsohne der Gewinn des Europapokals der Landesmeister im Finale von Sevilla gegen den FC Barcelona. Ein erneuter Titelgewinn wurde drei Jahre später verpasst, als die Mannschaft im Finale 1989 dem AC Mailand klar unterlag.
Nachdem Bumbescu in der Hinrunde der Saison 1991/92 kaum noch zum Einsatz gekommen war, wurde sein Vertrag nicht verlängert und er wechselte zu Callatis Mangalia in die Divizia B. Ab 1992 spielte er bei Steaua Mizil und beendete dort im Jahr 1995 seine Karriere.

### Nationalmannschaft
Bumbescu bestritt 15 Spiele für die rumänische Fußballnationalmannschaft und erzielte dabei ein Tor. Er debütierte am 4. Juni 1986 im Freundschaftsspiel gegen Norwegen. Er verpasste mit der Mannschaft nur knapp die Qualifikation zur Europameisterschaft 1988. Während der Qualifikation zur Weltmeisterschaft 1990, die Rumänien letztendlich gelang, kam Bumbescu am 17. Mai 1989 gegen Bulgarien zu seinem letzten Länderspiel.

## Karriere als Trainer
Nach dem Ende seiner aktiven Laufbahn kehrte Bumbescu als Jugendtrainer zu seinem früheren Klub Steaua Bukarest zurück und konnte mit den Teams unterschiedlicher Altersklassen innerhalb von zehn Jahren drei Landesmeistertitel gewinnen. In der Hinrunde der Saison 2005/06 nahm er das Angebot an, CS Concordia Chiajna in der Divizia D zu trainieren. In der Winterpause der Saison 2005/06 fusionierte Concordia Chiajna mit dem abstiegsbedrohten Drittligisten Argeșul Mihăilești, der in der Rückrunde unter dem Namen Concordia Chiajna – Mihăilești antrat und erst am letzten Spieltag den Abstieg in die Viertklassigkeit verhindern konnte. Vor Beginn der neuen Saison wurde die Mannschaft aus der Liga IV in ein Jugendteam umgewandelt, dessen Training Bumbescu übernahm. Die erste Mannschaft von Concordia Chiajna stieg 2007 in die Liga II auf und Bumbescu wurde zum Co-Trainer von Ion Dumitru berufen. Ab Herbst 2008 assistierte er Dumitru Bolborea bis zu dessen Entlassung am 1. Juni 2009. Bumbescu übernahm danach das Amt des Cheftrainers bei Concordia, musste am 5. Oktober 2009 aber Ion Dumitru weichen und wurde erneut dessen Assistent. Nachdem Dumitrus Vertrag am 6. April 2010 aufgelöst worden war, kehrte Bumbescu erneut auf den Chefsessel zurück. Am 31. Mai 2010 musste er sein Amt zum zweiten Mal in der laufenden Zweitligasaison abgeben und wurde durch seinen ehemaligen Spieler Laurențiu Diniță ersetzt.
Im Sommer 2010 wurde er für die zweite Mannschaft von Steaua Bukarest verantwortlich, die ebenfalls in der Liga II spielt. Ab dem 3. November 2010 rückte er ins zweite Glied, als mit Leo Strizu ein neuer Cheftrainer eingesetzt wurde. Strizu wurde am 11. Januar 2011 durch Ion Dumitru ersetzt, unter dem Bumbescu schon in Chiajna gearbeitet hatte.

## Erfolge

### Als Spieler
- Europapokalsieger der Landesmeister: 1986
- Europäischer Superpokalsieger: 1986 (ausgetragen 1987)
- Finalist im Europapokal der Landesmeister: 1989
- Rumänischer Meister: 1980 (Universitatea Craiova), 1982 (Dinamo Bukarest), 1985, 1986, 1987, 1988, 1989 (alle Steaua Bukarest)
- Rumänischer Pokalsieger: 1982 (Dinamo Bukarest), 1985, 1987, 1988, 1989, 1992 (alle Steaua Bukarest)